# W. Ritmüller & Sohn
W. Ritmüller & Sohn AG W. fue un fabricante de pianos originario de Gotinga, Alemania.

## Historia
A finales del siglo XVIII, Andreas Georg Ritmüller y su hijo, Gottlieb Wilhelm Ritmüller (1772-1829), comenzaron la producción de laúdes, guitarras y arpas en Gotinga. En 1795, se inició la producción de piano en su taller. Tras la muerte del padre en torno al año 1800, la empresa se llamó oficialmente "G. W. Ritmüller".
Dos hijos de Gottlieb Wilhelm Ritmüller, Johann Wilhelm (nacido en 1802) y Johann Martin (nacido en 1803), se unieron a la empresa. Gottlieb Wilhelm Ritmüller murió en 1829 y la empresa pasó a llamarse "W. Ritmüller & Sohn". Los pianos producidos entre 1884 y 1885 recibieron doce medallas y diplomas en Alemania y Reino Unido.
La empresa quebró en 1890 y fue vendida. Con el cambio de propietarios y socios, la producción continuó en Gotinga y más tarde se trasladó a Berlín. La empresa se convirtió en GmbH en 1901 y luego en AG en 1920. Después de dificultades financieras, en 1929, las instalaciones fueron arrendadas a Niendorf Flügel- und Klavierfabrik. En 1933, W. Ritmüller & Sohn AG fue liquidada.
En 1990, la compañía china Pearl River Piano Group registró la marca "Ritmüller" en Alemania y posteriormente en todo el mundo. Este fabricante ha utilizado la marca "Ritmüller" para sus pianos desde 1997.